# Triumph of a Heart
«Triumph of a Heart» (в переводе с англ. — «Торжество сердца») — третий сингл исландской певицы Бьорк из её пятого студийного альбома Medúlla и 22-й в её дискографии. Вышел 28 февраля 2005 года. Занимал 31-ю строчку в британском национальном сингл-чарте. Будучи радио-дружественной, эта песня стала довольно успешным хитом во всей Европе.

## О песне
В создании песни, в которой чувствуется влияние хип-хопа, принимали участие битбоксер Rahzel (бывший участник The Roots), Грегори Пурнхаген и японский битбоксер Dokaka.
Вживую песня была впервые исполнена 20 апреля 2008 года в Hammersmith Apollo в Лондоне. При «живом» исполнении песни используются духовые инструменты.

## Музыкальное видео
Режиссёром видеоклипа на «Triumph of a Heart» выступил Спайк Джонз, до этого снявший для Бьорк клипы на песни «It’s Oh So Quiet» и «It’s in Our Hands».
В клипе Бьорк уезжает от своего мужа, в образе которого выступает домашний кот, в город на автомобиле ВАЗ-2107 белого цвета. Там она гуляет с друзьями в баре, после чего оказывается пьяной на улице, и в какой-то момент падает. Просыпается она на следующее утро на просёлочной дороге, и начинает напевать песню, при этом из её уст исходят видимые «сердечки» розового цвета. Кот-муж, читающий за столом газету, видит их издали, и приезжает на другом автомобиле к месту нахождения Бьорк. Приехав вместе домой, они целуются, после чего кот обычных размеров становится человеческого роста.
Процесс изготовления видеоклипа показан в 28-минутном документальном фильме, имеющемся в качестве бонуса на DVD-релизе The Medúlla Videos.
Кадр из клипа, где кот читает газету, стал популярным интернет-мемом «Я должен...» (англ. I should...).

## Списки композиций
| №  | Название                                                                  | Длительность |
| -- | ------------------------------------------------------------------------- | ------------ |
| 1. | «Triumph of a Heart» (Radio Edit)                                         | 3:00         |
| 2. | «Desired Constellation» (Ben Frost’s School of Emotional Engineering Mix) | 5:54         |

| №  | Название                                  | Длительность |
| -- | ----------------------------------------- | ------------ |
| 1. | «Triumph of a Heart» (Audition Mix)       | 4:17         |
| 2. | «Vökuró» (VV Mix)                         | 4:18         |
| 3. | «Mouth’s Cradle» (Recomposed by Ensemble) | 4:11         |

| №  | Название                          | Длительность |
| -- | --------------------------------- | ------------ |
| 1. | «Triumph of a Heart» (Radio Edit) | 3:00         |

| №  | Название                                          | Длительность |
| -- | ------------------------------------------------- | ------------ |
| 1. | «Triumph of a Heart» (Radio Edit)                 | 3:00         |
| 2. | «Desired Constellation» (Ben Frost’s Mix)         | 5:54         |
| 3. | «Triumph of a Heart» (Audition Mix)               | 4:17         |
| 4. | «Vokuro» (Gonzalez Mix)                           | 4:16         |
| 5. | «Mouth’s Cradle – Mouth» (Recomposed By Ensemble) | 4:11         |

| №  | Название                                          | Длительность |
| -- | ------------------------------------------------- | ------------ |
| 1. | «Triumph of a Heart» (Audition Mix)               | 4:17         |
| 2. | «Vokuro» (Gonzalez Mix)                           | 4:16         |
| 3. | «Mouth’s Cradle – Mouth» (Recomposed By Ensemble) | 4:11         |
| 4. | «Triumph of a Heart» (Radio Edit)                 | 3:00         |
| 5. | «Desired Constellation» (Ben Frost’s Mix)         | 5:54         |

| №  | Название                            | Длительность |
| -- | ----------------------------------- | ------------ |
| 1. | «Triumph of a Heart» (видеоклип)    | 5:22         |
| 2. | «Oceania» (Piano And Vocal)         | 2:59         |
| 3. | «Desired Constellation» (Choir Mix) | 4:44         |

| №  | Название                                                                  | Длительность |
| -- | ------------------------------------------------------------------------- | ------------ |
| 1. | «Triumph of a Heart» (Audition Mix)                                       | 4:17         |
| 2. | «Vökuró» (VV Mix)                                                         | 4:18         |
| 3. | «Mouth’s Cradle» (Recomposed by Ensemble)                                 | 4:11         |
| 4. | «Desired Constellation» (Ben Frost’s School of Emotional Engineering Mix) | 5:54         |
| 5. | «Triumph of a Heart» (Radio Edit)                                         | 3:00         |

## Чарты
| Чарт (2005)                        | Позиция |
| ---------------------------------- | ------- |
| SNEP                               | 63      |
| PROMUSICAE                         | 6       |
| Великобритания (OCC UK Singles)    | 31      |
| Billboard European Hot 100 Singles | 70      |